# Lista de personagens de Conan
Lista de personagens de Conan, o cimério, personagem criado por Robert E. Howard para as revistas pulp.

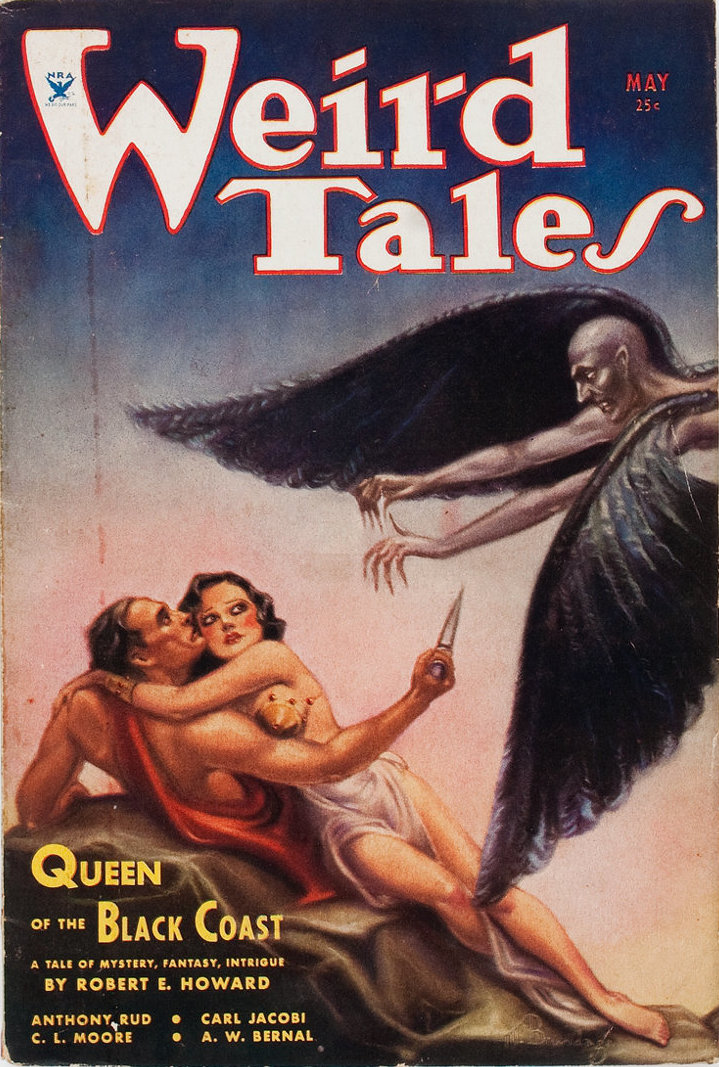
Conan e Bêlit na capa da revista Weird Tales 1934, arte de Margaret Brundage.

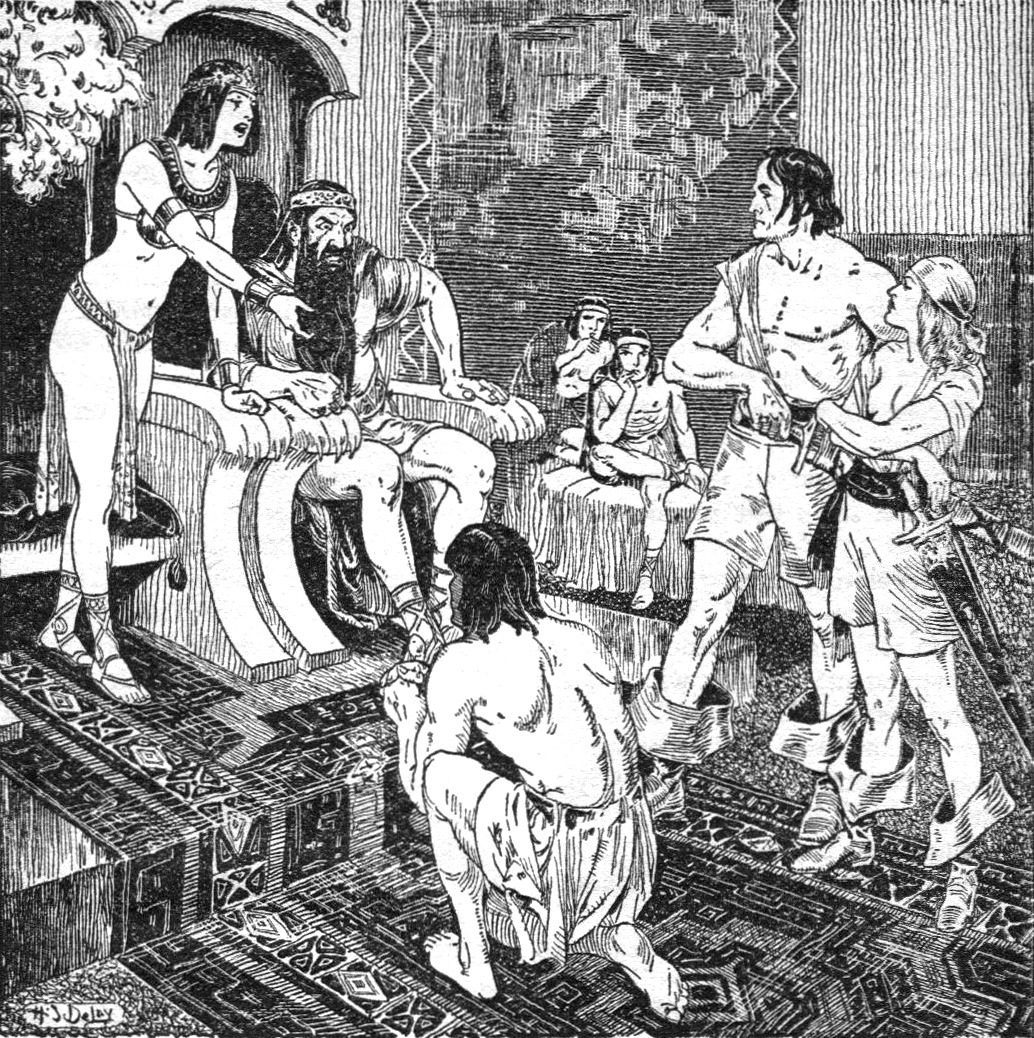
Conan e Valeria em Red Nails, Weird Weird Tales (agosto / setembro de 1936, vol. 28, n. 2), arte de Harold S. De Lay.

## Personagens de Conan em prosa
- Bêlit - Uma rainha da Costa Negra, capitã do navio pirata Tigress e a primeira amante séria de Conan (Rainha da Costa Negra).[1]
- Thoth-Amon - Um mago estígio de grande poder que apareceu na primeira história de Conan escrita (The Phoenix on the Sword) e foi mencionado em The God in the Bowl e The Hour of the Dragon. L. Sprague de Camp e Lin Carter fizeram de Thoth-Amon o inimigo de Conan. Nos quadrinhos da Marvel, Thoth-Amon também foi o adversário de toda a vida de Conan e teve uma aparência marcante desenhada por Barry Windsor-Smith; ele usava um distintivo chapéu ornamental. Ele é interpretado por Pat Roach em Conan the Destroyer.
- Valeria - Uma mercenária feminina afiliada à Irmandade Vermelha (Red Nails).[1]
- Yara - Um mago maligno e adversário de Conan (The Tower of the Elephant), que escravizou Yag-Kosha, um ser extraterrestre parecido com o deus hindu Ganesh.
- Zenobia - Uma concubina de serralho que Conan promete casar e fazer rainha da Aquilônia (The Hour of the Dragon).

## Personagens que aparecem apenas nas histórias em quadrinhos
- Red Sonja - Uma guerreira hircaniana criado por Roy Thomas e Barry Windsor-Smith para os quadrinhos Conan. Ela foi baseada no personagem Howard, Red Sonyade Rogatino,.[1] que apareceu em The Shadow of the Vulture. Uma novela ambientada no século XVI.

- Jenna - (personagem de quadrinhos da Marvel). Uma dançarina da cidade de Shadizar. Ela se torna namorada de Conan depois que ele a salva de um morcego monstruoso, mas depois o atrai para as autoridades. Conan se vinga jogando-a em uma piscina de esgoto. Baseado em um personagem sem nome na história em prosa Rogues in the House.
- Mikhal "the Vulture" Oglu - Em Conan, the Barbarian #23 da Marvel, Mikhal Oglu é o executor de Yezdigerd e o maior espadachim de Turan. Ele desafia Conan, mas é derrotado e decapitado. Ele foi inspirado por um personagem em uma história que não era de Conan escrita por Robert E. Howard (The Shadow of the Vulture)

- Zukala - Um personagem dos quadrinhos Conan publicado pela Marvel, inspirado em um poema de Robert E. Howard. Zukala é um feiticeiro do mal que ganha seus poderes de uma máscara. Sua filha Zephra se apaixona por Conan.
- Yezdigerd - Governante de Turan, uma civilização baseada no império turco. Ele emprega Conan como um mercenário, mas o trai depois que ele sobreviveu à sua utilidade

- Fafnir - Um poderoso guerreiro Vanir de barba ruiva e capitão pirata. No começo ele e Conan são inimigos, mas logo se tornam aliados depois de serem naufragados.

## Personagens presentes nos filmes
- Thulsa Doom - Um necromante com cara de caveira de uma história de Rei Kull, um vilão recorrente nos quadrinhos de Kull, e o antagonista no filme Conan the Barbarian de 1982, interpretado por James Earl Jones.

- Rexor - No filme de 1982, o sacerdote chefe do culto das serpentes de Thulsa Doom, que roubou a espada do pai de Conan. Interpretado por Ben Davidson.
- Thorgrim - Subordinado de Thulsa Doom no filme de 1982. Interpretado por Sven-Ole Thorsen
- Subotai - ladrão e arqueiro hircaniano. Ele é companheiro de Conan no filme de 1982. Interpretado por Gerry Lopez.
- Akiro - Um personagem dos dois filmes de Schwarzenegger Conan. Ele é um bruxo poderoso que faz amizade com Conan e Subotai. Ele é interpretado pelo ator japonês Mako Iwamatsu.